# 화잠초등학교
화잠초등학교는 대한민국 부산광역시 북구에 있는 공립 초등학교이다.

## 학교 연혁
| 2003.03.01 | 개교(와석,화명초등학교에서분리개교)                        |
| 2003.03.01 | 초대정문자교장부임                                         |
| 2003.03.01 | 22학급편성(학생681명,교사27명)                             |
| 2003.09.01 | 24학급편성(학생689명,교사30명)                             |
| 2004.02.18 | 제1회졸업식(남58명,여54명,계112명)                         |
| 2004.03.01 | 30학급편성(학생1068명,교사36명)                            |
| 2005.01.01 | 전국100대교육과정공모최우수부총리표창수상                  |
| 2005.01.25 | 교실수업개선우수학교표창                                   |
| 2005.02.18 | 제2회졸업식(남92명,여62명,계154명)                         |
| 2005.03.01 | 37학급편성(학생1159명,교사42명)                            |
| 2005.04.22 | 1학급1특색사업우수학교선정                                 |
| 2005.10.31 | 수업연구발표대회최우수학교표창                             |
| 2006.01.25 | 교실수업개선우수학교공모대상수상                           |
| 2006.02.20 | 제3회졸업식(남106명,여73명,계179명)                        |
| 2006.03.01 | 37학급편성(학생1121명,교사42명)                            |
| 2007.02.21 | 제4회졸업식(남107명,여84명,계191명)                        |
| 2007.03.01 | 제2대최정배교장부임                                        |
| 2007.03.01 | 36학급편성(학생1063명,교사43명)                            |
| 2008.02.21 | 제5회졸업식(남106명,여94명,계200명)                        |
| 2008.03.01 | 36(특1)학급편성(학생952명,교사43명)                        |
| 2008.03.01 | 부산광역시교육청지정교육과정연구학교운영                   |
| 2008.12.31 | 학교경영우수학교(교육감표창)                               |
| 2008.12.31 | 학교급식우수학교(교육과학기술부장관표창)                   |
| 2009.02.21 | 제6회졸업식(남94명,여81명,계175명)                         |
| 2009.03.02 | 34(특1)학급편성(학생899명,교사42명)                        |
| 2010.02.20 | 제7회 졸업식(남94명, 여95명, 계 189명)                     |
| 2010.03.02 | 31(특1)학급편성(학생804명, 교사41명)                       |
| 2010.09.01 | 제3대 황의문교장 부임                                      |
| 2011.02.18 | 제8회 졸업식(남71명. 여85명. 계 156명)                     |
| 2011.03.02 | 29(특1)학급편성(학생719명. 교사37명)                       |
| 2012.02.15 | 제9회 졸업식(남 83명,여55명,계 138명,누계 1500명)          |
| 2012.03.02 | 26(특1) 학급편성(학생623명, 교사35명)                      |
| 2012.09.01 | 제4대 신상문 교장 부임                                     |
| 2013.02.15 | 제10회졸업식(남84명,여58명,계142명)                        |
| 2013.03.04 | 23(특1)학급편성(학생547명,교사33명)                        |
| 2014.02.17 | 제11회 졸업식(남 43명, 여 56명 계99명) 총 졸업생 1741명    |
| 2014.03.03 | 23학급(특1) 편성(학생 506명, 교원 32명)                    |
| 2014.06.26 | 노래하는 학교’발표회 개최(북부 1지구 9개 학교 참가)        |
| 2014.09.01 | 제5대 박형신 교장 부임                                     |
| 2014.09.15 | e-라이브러리 독서왕 우수학교 수상(전국 3등)                |
| 2014.11.04 | 교실 방충망 설치 및 노후 칠판 수리                         |
| 2015.02.17 | 제12회 졸업식 (남 54명, 여 48명 계 101명) 총 졸업생 1842명 |
| 2015.03.01 | 교육실습협력학교 지정, 운영                                |
| 2015.03.03 | 22학급(특1) 편성(학생 461명, 교원 32명)                    |
| 2016.02.19 | 제13회 졸업식 (남 53명, 여 42명 계 95명) 총 졸업생 1937명  |
| 2016.03.02 | 27(특1)학급편성(학생491명, 교사 36명)                      |
| 2016.12.06 | 제17회 아름다운 교육상 학교부문 최우수상 수상              |
| 2017.02.17 | 제14회 졸업식(남 49명, 여 31명, 계 80명, 누계 2,003명)     |
| 2017.03.01 | 23(특1)학급 편성(학생 506명, 교사 32명)                    |
| 2017.09.01 | 제6대 김재홍 교장 부임                                     |
| 2018.02.23 | 제15회 졸업식(남 48명, 여 42명, 계 90명, 누계 2093명)      |
| 2018.03.01 | 22(특1)학급 편성(학생508명, 교원31명)                      |
| 2018.03.01 | 보건복지부요청 부산광역시지정 인구교육 연구학교 운영       |
| 2019.01.16 | 학교 인구교육 유공 보건복지부 장관상 수상                  |
| 2019.02.21 | 제16회 졸업식(남 45명, 여 37명, 계 82명, 누계 2,175명)     |
| 2019.03.01 | 23(특1)학급 편성(학생 502명, 교사 31명)                    |
| 2020.02.21 | 제17회 졸업(남 47명, 여 49명, 계 96명, 졸업생 누계 2271명) |
| 2020.03.01 | 제7대 서경임 교장 부임                                     |
| 2020.03.01 | 22(특1)학급 편성(학생 472명, 교사 31명)                    |

## 참고 자료
- 화잠초등학교 - 한국교육학술정보원 학교알리미